# Guy Tillie
Pour les articles homonymes, voir Tillie.
Guy Tillie, né le 21 décembre 1934 à Eu en Seine-Maritime et décédé le 1er janvier 2019 à Falicon dans les Alpes-Maritimes, était un joueur international français de volley-ball.

## Biographie
À la fin des années 1950 il rejoint Alger, alors ville française, pour rejoindre sa femme Colette.
En 1959 il devient champion de France avec le CAS BNCI Alger.
Au cours de l'année 1976, il a été l'un des éléments moteurs de la création du Nice Volley-Ball.
Son fils Laurent Tillie a également été volleyeur international français tandis que son autre fils Patrice Tillie est un joueur international de water-polo.
Ses petit-fils, Kim et Killian sont professionnels de basket-ball, alors que Kévin a suivi son père et son grand-père au volley-ball.

## Clubs
| Club           | De | À |
| -------------- | -- | - |
| CAS BNCI Alger | ?  | ? |

## Palmarès

### Club
- Championnat de France (1)
  - Vainqueur : 1959